# IC 2434
IC 2434 ist eine Balken-Spiralgalaxie vom Hubble-Typ SBc im Sternbild Luchs am Nordsternhimmel. Sie ist schätzungsweise 320 Millionen Lichtjahre von der Milchstraße entfernt und hat einen Durchmesser von etwa 140.000 Lj.

Im selben Himmelsareal befinden sich u. a. die Galaxien NGC 2759 und IC 527.
Das Objekt wurde am 2. März 1896 von Stéphane Javelle entdeckt.